# Dai Houying
Dai Houying (en xinès: 戴厚英; en pinyin: Dài Hòuyīng) (Yingshang, març de 1938 - Xangai, 25 d'agost de 1996) fou una escriptora xinesa, famosa per dos llibres que escriure a principis dels anys vuitanta, "Humanitat ah, humanitat! "(人 啊， 人) i " La mort d'un poeta "(诗人 之 死). Se la considera una de les figures més representatives de la Literatura de les cicatrius (伤痕 文学).

## Biografia
Dai Houying va néixer el 18 de març de 1938 a Yingshang, província d'Anhui a la Xina, en una família humil, on va ser la primera dona a estudiar. La seva mare era analfabeta i el seu pare regentava un petit comerç de propietat municipal.
El 1956 va entrar a la Universitat Normal de la Xina Oriental a Xangai, on va estudiar Llengua i Literatura xinesa. Va treballar com a crítica literària a l'Institut de Recerca Literària de la "Shanghai Writers Association".
Durant la Revolució Cultural (1966 - 1976) va ser considerada com a "contrarevolucionària activa" ("现行 反革命分子"), i perseguida com a tal.
El 1979 va obtenir la plaça de professora a la Universitat Fudan de Xangai, per ensenyar teoria literària.
Va morir assassinada en el seu apartament de Xangai el 25 d'agost de 1996.

### Carrera literària
Inicialment va publicar assaigs i articles sobre el marxisme segons el concepte del comunisme xinès, però després els va rebutjar per ser escrits sota control del Partit.
Dai va començar a escriure ficció el 1978 amb la seva trilogia sobre el destí dels intel·lectuals, formada per, "La mort d'un poète - Shiren zhi si (诗人之死)", "L'humanité ah, l'humanité ! - Ren a, ren (人啊,人), (aquesta obra va generar una intensa controvèrsia per la seva defensa d'un humanisme marxista i va ser prohibida entre 1983 i 1986), i "Des bruits de pas dans le vide Kongzhong de zuyin (空中的足音).
La seva novel·la momentània, Stones on the Wall (1980), va inspirar una intensa controvèrsia per la seva defensa per un humanisme marxista i va ser prohibida entre 1983 i 1986.

## Obres destacades
- 1980: L'humanité ah, l'humanité !  Ren ah, ren 《人啊，人》
- 1981 : La mort d'un poète Shiren zhi si 《诗人之死》
- 1982: Doucessont les chaînes 《锁链，是柔软的》
- 1986: Des bruits de pas dans le vide Kongzhong de zuyin 《空中的足音》
- 1988: Un passé inoubliable Wangshi nanwang 《往事难忘》
- 1993: Chute 《落》
- 1994: Fissure cérébrale Naolie 《脑裂》